# رنه (رمان)
رنه نام یک کتاب ادبی است که توسط شاتو بریان، نویسندهٔ اهل فرانسه نوشته شده‌است. این کتاب یکی از آثار مشهور ادبی جهان است.